# Downing College

Brasão de armas de Downing College, Cambridge.

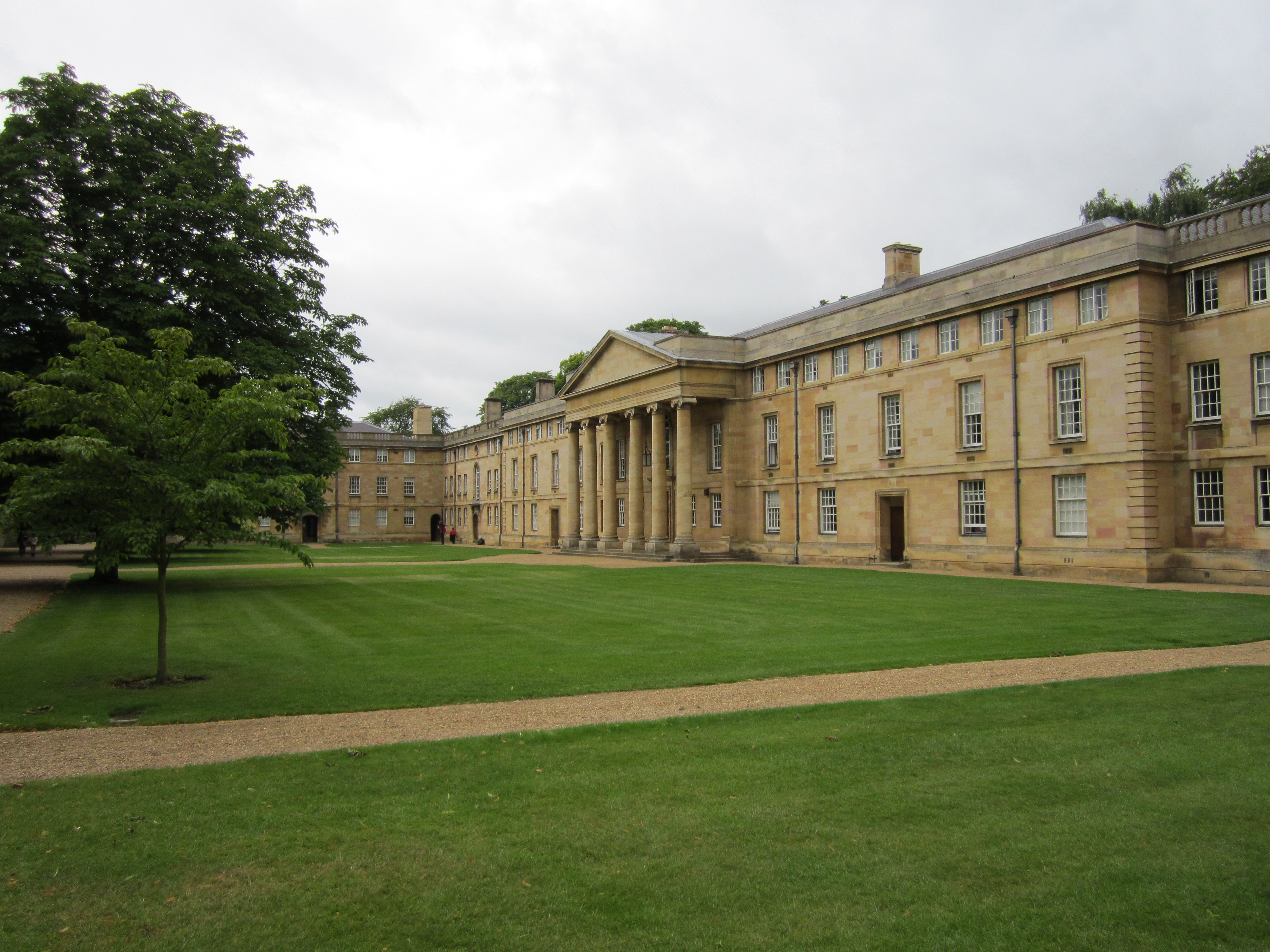
Downing College, Cambridge, Inglaterra.

Downing College é uma faculdade constitutiva da Universidade de Cambridge, Inglaterra. Fundado em 1800, era o único colégio agregado à Universidade de Cambridge entre 1596 e 1869, e é por várias vezes descrito como o mais antigo dos novos colégios. O atual Master do colégio é Geoffrey Grimmett, professor de estatística matemática na Universidade.

## Antigos alunos
- John Cleese, ator
- Philip Hobsbaum, poeta
- Howard Jacobson, escritor
- Thandie Newton, atriz
- Tim Parks, escritor
- Michael Winner, diretor, roteirista e escritor